# گورستان عبدالعلی محمدی
گورستان عبدالعلی محمدی مربوط به هزاره اول قبل از میلاد است و در شهرستان ورزقان، بخش مرکزی، دهستان ازومدل جنوبی، ۳۰۰ متری ضلع غربی روستای سقندل واقع شده و این اثر در تاریخ ۲۷ بهمن ۱۳۸۷ با شمارهٔ ثبت ۲۴۷۰۷ به‌عنوان یکی از آثار ملی ایران به ثبت رسیده است.